# 北海道特別支援学校の廃校一覧
北海道特別支援学校の廃校一覧（ほっかいどうとくべつしえんがっこうのはいこういちらん）は、北海道内の廃校になった特別支援学校の一覧。対象となるのは、学制改革（1947年）以降に廃校となった特別支援学校、および分校である。校名は廃校当時のもの。廃校時に小学校が所在した自治体がその後合併により消滅している場合は、現行の自治体に含む。また、現在休校中の道内の特別支援学校（分校）も含む。
（）内は、廃校になった年、統合先の特別支援学校である。特に月日が表記されていないものは、3月31日閉校とする。

## 石狩振興局（旧石狩支庁）

### 札幌市
- 北海道高等盲学校（2015年 北海道札幌盲学校と統合の上、北海道札幌視覚支援学校が開校）

### 江別市
- 北海道札幌盲学校（2015年 北海道高等盲学校と統合の上、北海道札幌視覚支援学校が開校）

## 後志総合振興局（旧後志支庁）

### 小樽市
- 北海道小樽聾学校（2014年 北海道札幌聾学校に統合）

## 釧路総合振興局（旧釧路支庁）

### 釧路市
- 北海道釧路聾学校（2014年 北海道釧路鶴野支援学校に統合）